# Comté de Robeson
Le comté de Robeson est situé dans l’État de Caroline du Nord, aux États-Unis. Il comptait 116 530 habitants en 2020. Son siège est Lumberton.
Fondé en 1787, le comté est nommé d'après le colonel Thomas Robeson Jr. de Tar Heel, un protagoniste de la guerre d'indépendance américaine dans la région.
C'est le seul comté à l'est des Appalaches où les Amérindiens constituent la majorité (relative) de la population. La plupart des Amérindiens du comté appartiennent à la tribu des Lumbees, reconnue par l'État de Caroline du Nord mais pas par le gouvernement fédéral des États-Unis. 

## Démographie
| Groupes           | Comté de Robeson | Caroline du Nord | États-Unis |
| ----------------- | ---------------- | ---------------- | ---------- |
| Amérindiens       | 38,5             | 1,2              | 1,1        |
| Blancs            | 25,8             | 62,2             | 61,6       |
| Afro-Américains   | 22,7             | 20,5             | 12,4       |
| Autres            | 7,8              | 9,3              | 14,7       |
| Métis             | 5,2              | 6,8              | 10,2       |
| Total             | 100              | 100              | 100        |
|                   |                  |                  |            |
| Latino-Américains | 10,1             | 10,7             | 18,7       |

Selon l'American Community Survey, pour la période 2011-2015, 91,91 % de la population âgée de plus de 5 ans déclare parler l'anglais à la maison, alors que 6,85 % déclare parler l'espagnol et 1,25 % une autre langue.
| 1790  | 1800  | 1810  | 1820  | 1830  | 1840   |
| ----- | ----- | ----- | ----- | ----- | ------ |
| 5 343 | 6 839 | 7 528 | 8 204 | 9 433 | 10 370 |

| 1850   | 1860   | 1870   | 1880   | 1890   | 1900   |
| ------ | ------ | ------ | ------ | ------ | ------ |
| 12 826 | 15 489 | 16 262 | 23 880 | 31 483 | 40 371 |

| 1910   | 1920   | 1930   | 1940   | 1950   | 1960   |
| ------ | ------ | ------ | ------ | ------ | ------ |
| 51 945 | 54 674 | 66 512 | 76 860 | 87 769 | 89 102 |

| 1970   | 1980    | 1990    | 2000    | 2010    | 2020    |
| ------ | ------- | ------- | ------- | ------- | ------- |
| 84 842 | 101 610 | 105 179 | 123 339 | 134 168 | 116 530 |

## Politique
Historiquement, le comté de Robeson est l'un des plus démocrates de toute la Caroline du Nord. Cependant, on constate une inversion de la tendance en faveur des républicains lors des dernières élections (que ce soit au niveau local ou national), principalement en raison de la relation que la tribu des Lumbees entretient avec Donald Trump,. 
| Élection | Démocrates | Républicains | Autres  |
| -------- | ---------- | ------------ | ------- |
| 1880     | 53,28 %    | 46,72 %      | 0,00 %  |
| 1884     | 52,35 %    | 47,65 %      | 0,00 %  |
| 1888     | 58,88 %    | 40,28 %      | 0,84 %  |
| 1892     | 54,13 %    | 26,15 %      | 19,72 % |
| 1896     | 58,70 %    | 41,25 %      | 0,05 %  |
| 1900     | 74,14 %    | 25,86 %      | 0,00 %  |
| 1904     | 69,71 %    | 30,11 %      | 0,18 %  |
| 1908     | 67,48 %    | 32,52 %      | 0,00 %  |
| 1912     | 76,88 %    | 4,37 %       | 18,75 % |
| 1916     | 66,57 %    | 33,43 %      | 0,00 %  |
| 1920     | 73,58 %    | 26,42 %      |         |
| 1924     | 92,53 %    | 7,15 %       | 0,32 %  |
| 1928     | 63,09 %    | 36,91 %      |         |
| 1932     | 90,48 %    | 9,01 %       | 0,51 %  |
| 1936     | 93,35 %    | 6,65 %       |         |
| 1940     | 90,85 %    | 9,15 %       |         |
| 1944     | 86,68 %    | 13,32 %      |         |
| 1948     | 77,26 %    | 11,34 %      | 11,40 % |
| 1952     | 69,29 %    | 30,71 %      |         |
| 1956     | 79,06 %    | 20,94 %      |         |
| 1960     | 76,45 %    | 23,55 %      |         |
| 1964     | 79,35 %    | 20,65 %      |         |
| 1968     | 42,93 %    | 23,55 %      | 33,52 % |
| 1972     | 39,02 %    | 59,99 %      | 0,99 %  |
| 1976     | 80,53 %    | 19,09 %      | 0,38 %  |
| 1980     | 70,39 %    | 27,89 %      | 1,72 %  |
| 1984     | 53,93 %    | 45,76 %      | 0,31 %  |
| 1988     | 62,92 %    | 36,70 %      | 0,38 %  |
| 1992     | 63,59 %    | 25,52 %      | 10,89 % |
| 1996     | 62,74 %    | 29,44 %      | 7,82 %  |
| 2000     | 59,95 %    | 39,40 %      | 0,65 %  |
| 2004     | 52,75 %    | 46,97 %      | 0,28 %  |
| 2008     | 56,47 %    | 42,69 %      | 0,84 %  |
| 2012     | 58,19 %    | 40,77 %      | 1,04 %  |
| 2016     | 46,54 %    | 50,82 %      | 2,64 %  |
| 2020     | 40,31 %    | 58,92 %      | 0,77 %  |